# Aumont-Aubrac
Aumont-Aubrac är en kommun i departementet Lozère i regionen Occitanien i södra Frankrike. Kommunen ligger i kantonen Aumont-Aubrac som tillhör arrondissementet Mende. År 2018 hade Aumont-Aubrac 1 035 invånare.

## Befolkningsutveckling
Antalet invånare i kommunen Aumont-Aubrac
| Referens: INSEE |